# چیلی کون کارنه
چیلی کان کارنه (به انگلیسی: Chili con carne) که به اختصار به آن “چیلی” هم گفته می‌شود، نوعی خورش یا خوراک گوشت است که حاوی فلفل چیلی (گاهی به شکل پودر چیلی)، گوشت (معمولاً گوشت گاو)، گوجه فرنگی و اغلب لوبیا چیتی یا لوبیا چیتی است. چاشنی‌های دیگر ممکن است شامل سیر، پیاز و زیره باشد. خاستگاه این غذا، شمال مکزیک یا جنوب تگزاس است.

## یادداشت
1. ↑  Walsh, Robb (2015). The Chili Cookbook: From Three-Bean to Four-Alarm, Con Carne to Vegetarian, Cookoff-Worthy Recipes for the One-Pot Classic (origin in Mexico: p 15-16). Berkeley: Ten Speed Press. ISBN 978-1-60774-795-6.